# Kamil Kościółek
Kamil Tomasz Kościółek, född 2 augusti 1996, är en polsk brottare som tävlar i fristil.

## Karriär
Vid EM 2025 i Bratislava tog Kościółek brons i 125 kg-klassen efter att ha besegrat grekiske Azamat Khosonov i bronsmatchen.